# Yxtasjön (Mellösa socken, Södermanland)
Yxtasjön och Långsjön på var sin sida om Yxtaholm är en sjö i Flens kommun i Södermanland och ingår i Nyköpingsåns huvudavrinningsområde. Sjön har en area på 0,806 kvadratkilometer och ligger 28,9 meter över havet. På en holme i Yxtasjön ligger den slottsliknande herrgården Yxtaholm med rötter tillbaka till 1300-talet, idag hotell.

## Delavrinningsområde
Yxtasjön ingår i det delavrinningsområde (655270-154523) som SMHI kallar för Utloppet av Mellösasjön. Medelhöjden är 41 meter över havet och ytan är 18,49 kvadratkilometer. Räknas de 10 avrinningsområdena uppströms in blir den ackumulerade arean 95,21 kvadratkilometer. Hedenlundaån som avvattnar avrinningsområdet har biflödesordning 3, vilket innebär att vattnet flödar genom totalt 3 vattendrag innan det når havet efter 74 kilometer. Avrinningsområdet består mestadels av skog (44 procent), öppen mark (13 procent) och jordbruk (25 procent). Avrinningsområdet har 2,29 kvadratkilometer vattenytor vilket ger det en sjöprocent på 12,4 procent. Bebyggelsen i området täcker en yta av 0,86 kvadratkilometer eller 5 procent av avrinningsområdet.